# Calliergon orbiculare-cordatum
Calliergon orbiculare-cordatum är en bladmossart som beskrevs av Brotherus 1909. Calliergon orbiculare-cordatum ingår i släktet skedmossor, och familjen Amblystegiaceae. Inga underarter finns listade i Catalogue of Life.